# Bergeria bourgognei
Bergeria bourgognei là một loài bướm đêm thuộc phân họ Arctiinae, họ Erebidae.